# Александровка (Казанковский район)
Алекса́ндровка (укр. Олекса́ндрівка) — село в Казанковском районе Николаевской области Украины.
Основано в 1800 году. Население по переписи 2001 года составляло 403 человек. Почтовый индекс — 56062. Телефонный код — 5164. Занимает площадь 0,53 км².

## Местный совет
56062, Николаевская обл., Казанковский р-н, с. Александровка, ул. Советская, 21